# Program Operacyjny Rozwój Polski Wschodniej
Program Operacyjny Rozwój Polski Wschodniej – program współfinansowany ze środków unijnych, realizowany w Polsce w latach 2007–2013. Jest to jedyny tego rodzaju program ponadregionalny w skali Unii Europejskiej. Ma na celu rozwój społeczno-gospodarczy pięciu województw Polski Wschodniej: lubelskiego, podkarpackiego, podlaskiego, świętokrzyskiego i warmińsko-mazurskiego, które w momencie przystąpienia Polski do Unii Europejskiej były regionami najsłabiej rozwiniętymi w całej Unii.
Program jest krokiem na drodze do wyrównania szans rozwojowych oraz unowocześnienia wielu sfer życia Polski Wschodniej. Z jego środków (około 2,8 mld euro) dofinansowywane są przedsięwzięcia związane z rozwojem infrastruktury uczelni, wspieraniem innowacji, dostępem do Internetu w Polsce Wschodniej, rozwojem miast, budową dróg i obwodnic oraz rozwojem turystyki (patrz: osie priorytetowe). Stanowi on dopełnienie innych programów europejskich: regionalnych programów operacyjnych, które obejmują województwa, Programu Operacyjnego „Infrastruktura i Środowisko” oraz Programu Operacyjnego „Innowacyjna Gospodarka”.
Program jest realizowany w ramach Narodowych Strategicznych Ram Odniesienia (NSRO) 2007–2013, inaczej Narodowej Strategii Spójności.

## Historia programu
W 2005 roku powstała inicjatywa utworzenia na lata 2007–2013 specjalnego funduszu dla pięciu najbiedniejszych regionów, wykazujących się najniższym PKB na mieszkańca w poszerzonej Unii Europejskiej (UE-25). Regiony te to pięć województw wschodnich. W grudniu 2005 r. Rada Europejska podjęła decyzję o przyznaniu Polsce dodatkowej kwoty z budżetu Unii Europejskiej (w wysokości 882 mln euro) dla Polski Wschodniej w ramach Europejskiego Funduszu Rozwoju Regionalnego. Następnie rząd RP zaproponował opracowanie specjalnego Programu Operacyjnego Rozwój Polski Wschodniej.
Prace nad jego kształtem zostały powierzone Ministerstwu Rozwoju Regionalnego, które we współpracy z samorządami pięciu województw Polski Wschodniej oraz ekspertami ds. rozwoju regionalnego przygotowało projekt programu. Następnie założenia programu były szeroko konsultowane przez samorządy terytorialne, instytucje, organizacje społeczne i gospodarcze oraz środowisko naukowe z Polski Wschodniej.
Inicjatywa została zaakceptowana przez Komisję Europejską wraz z podpisaniem 2 października 2007 r. przez unijnego komisarza ds. polityki regionalnej, Danutę Hübner, decyzji o realizacji programu.
Pierwszą umowę o dofinansowanie projektu w ramach programu podpisano 6 listopada 2008 r. Projekt „Uruchomienie kompleksu naukowo-dydaktycznego ZALESIE – Regionalne centra innowacji i transferu technologii produkcji, przetwarzania oraz marketingu w sektorze rolno-spożywczym”, jest realizowany przez Uniwersytet Rzeszowski.
Program Rozwój Polski Wschodniej realizowany jest ze środków Unii Europejskiej (Europejskiego Funduszu Rozwoju Regionalnego – EFRR) oraz krajowych środków publicznych. Pula środków przeznaczonych na Program z EFRR obejmuje kwotę ok. 2,38 mld euro, w tym ok. 992 mln euro specjalnych środków przeznaczonych decyzją Rady Europejskiej dla najbiedniejszych regionów Unii Europejskiej (UE-25). Pozostała kwota, tj. prawie 1,3 mld euro, została przyznana przez Rząd RP z ogólnej puli środków z EFRR przyznanych dla Polski. W 2011 kwota ta wzrosła do 1,395 mld euro. Wówczas po przeglądzie śródokresowym Programu Rozwój Polski Wschodniej budżet programu zasilono środkami z Krajowej Rezerwy Wykonania (62,92 mln euro) oraz z Dostosowania Technicznego (51 mln euro).

## Obszar objęty programem
Program obejmuje Polskę Wschodnią, czyli obszar pięciu województw: lubelskiego, podkarpackiego, podlaskiego, świętokrzyskiego i warmińsko-mazurskiego. W momencie przystąpienia Polski do Unii Europejskiej pięć województw Polski Wschodniej było najbiedniejszymi regionami w całej Unii. Na podstawie badania Eurostat z 2002 r. uznano je za regiony o najniższym poziomie PKB na mieszkańca w Unii Europejskiej. Program jest odpowiedzią na potrzebę rozwoju społeczno-gospodarczego Polski Wschodniej. Zapobiega utrzymywaniu się peryferyjnej roli tego makroregionu.

## Beneficjenci programu
Większość projektów w programie Rozwój Polski Wschodniej to duże inwestycje uczelni, miast i samorządów Polski Wschodniej wpisane na Listę projektów indywidualnych, czyli listę najważniejszych przedsięwzięć, których realizacja jest niezwykle istotna z punktu widzenia rozwoju społeczno-gospodarczego Polski Wschodniej. Na te projekty środki zarezerwowano już na etapie tworzenia programu (ok. 90% pieniędzy z programu). Pozostałą część przeznaczono na otwarte konkursy o dofinansowanie projektów, w których mogą brać udział m.in. jednostki samorządowe, instytucje otoczenia biznesu i innowacji, przedsiębiorcy, czy inne ważne dla rozwoju regionu instytucje.
Do beneficjentów programu należą:
- szkoły wyższe;
- jednostki samorządu terytorialnego oraz związki i stowarzyszenia z ich udziałem;
- jednostki naukowe, w tym podstawowe jednostki organizacyjne szkół wyższych;
- jednostki badawczo-rozwojowe, w tym jednostki Polskiej Akademii Nauk;
- przedsiębiorcy;
- organizacje pozarządowe;
- Generalna Dyrekcja Dróg Krajowych i Autostrad;
- instytucje ważne dla regionów z punktu widzenia rozwoju regionalnego, w tym:

a) urzędy statystyczne, biura planowania przestrzennego;
b) organizacje turystyczne;
- instytucje otoczenia biznesu i innowacji (fundacje i agencje rozwoju regionalnego i lokalnego, kluby biznesu, centra obsługi inwestora, izby gospodarcze, centra transferu technologii, parki technologiczne, parki przemysłowe; inkubatory przedsiębiorczości);
- Instytucja Zarządzająca Programem oraz Instytucja Pośrednicząca i inne instytucje wyznaczone do wdrażania programu (patrz: Instytucje realizujące Program Rozwój Polski Wschodniej);
- organy administracji rządowej.

## Cele
Nadrzędnym celem programu jest „przyspieszenie tempa rozwoju społeczno-gospodarczego Polski Wschodniej w zgodzie z zasadą zrównoważonego rozwoju”. Zgodnie z założeniami programu następuje także realizacja celów szczegółowych, takich jak:
- stymulowanie rozwoju konkurencyjnej gospodarki opartej na wiedzy,
- zwiększenie dostępu do Internetu szerokopasmowego w Polsce Wschodniej,
- rozwój wybranych funkcji metropolitalnych miast wojewódzkich,
- poprawa dostępności i jakości powiązań komunikacyjnych województw Polski Wschodniej,
- zwiększenie roli zrównoważonej turystyki w gospodarczym rozwoju makroregionu,
- optymalizacja procesu wdrażania Programu Rozwój Polski Wschodniej.

Cel główny wynika z priorytetów Strategii Rozwoju Kraju 2007–2013 oraz celów NSRO 2007–2013. Odpowiada on na wyzwania Strategii Lizbońskiej i Strategicznych Wytycznych Wspólnoty dotyczących przede wszystkim tworzenia warunków dla wzrostu konkurencyjności gospodarki opartej na wiedzy i przedsiębiorczości oraz poprawy poziomu spójności społecznej, gospodarczej i przestrzennej.

## Dziedziny objęte dofinansowaniem
- Nauka i innowacje – program wspiera rozwój uczelni, wyposażenie w nowoczesny sprzęt badawczy i komputerowy, a w efekcie stworzenie kadry wykwalifikowanych pracowników na najwyższym poziomie. Przyczynia się do rozwoju firm i tworzy warunki do lepszego wykorzystania nowoczesnych, innowacyjnych technologii za sprawą stworzonych parków naukowo-technologicznych.
- Internet – z pieniędzy programu powstaje sieć szerokopasmowego Internetu, dzięki czemu będzie możliwość łatwiejszego dostępu do sieci w każdej gminie Polski Wschodniej, także na obszarach trudnodostępnych.
- Rozwój miast – z programu finansowane są nowoczesne, ekologiczne autobusy, trolejbusy i tramwaje, modernizowane są główne ulice i skrzyżowania, budowane parkingi, zatoczki autobusowe, chodniki, usprawniane systemy zarządzania ruchem oraz systemy informacji pasażerskiej. Powstają również obiekty targowe, kongresowe i konferencyjne.
- Budowa dróg i obwodnic – ważnych zarówno dla Polski Wschodniej, jak i całego kraju.
- Turystyka – z programu finansowane są działania promujące Polskę Wschodnią jako miejsce aktywnego wypoczynku. Budowana jest trasa rowerowa biegnąca przez 5 województw Polski Wschodniej[8].

## Podział Programu Rozwój Polski Wschodniej na osie
Dziedziny wsparcia zwane są osiami priorytetowymi. Osie określają dziedziny szczególnie ważne dla rozwoju Polski Wschodniej. Dzielą się one na działania, które wyznaczają szczegółowe zakresy projektów, objętych dofinansowaniem unijnym.
Oś priorytetowa I: Nowoczesna gospodarka
- I.1. Infrastruktura uczelni
- I.2. Infrastruktura inżynierii finansowej (wcześniejsza nazwa: Wsparcie powstawania i dokapitalizowanie instrumentów inżynierii finansowej)
- I.3. Wspieranie innowacji
- I.4. Promocja i współpraca

Oś priorytetowa II: Infrastruktura społeczeństwa informacyjnego
- II.1. Sieć szerokopasmowa Polski Wschodniej

Oś priorytetowa III: Wojewódzkie ośrodki wzrostu
- III.1. Systemy miejskiego transportu zbiorowego
- III.2. Infrastruktura turystyki kongresowej i targowej

Oś priorytetowa IV: Infrastruktura transportowa
- IV.1 Infrastruktura drogowa

Oś priorytetowa V: Zrównoważony rozwój potencjału turystycznego opartego o warunki naturalne
- V.1. Promowanie zrównoważonego rozwoju turystyki
- V.2. Trasy rowerowe

Oś priorytetowa VI: Pomoc techniczna
- VI.1. Wsparcie procesu wdrażania oraz promocja programu

Oś priorytetowa I: Nowoczesna gospodarka
W ramach osi priorytetowej I wspierane są przedsięwzięcia, które wpływają na zwiększenie atrakcyjności gospodarczej i inwestycyjnej województw Polski Wschodniej. W ramach osi są realizowane projekty w zakresie:
- poprawy infrastruktury edukacyjnej uczelni o najwyższym standardzie i potencjale naukowym;
- budowy i rozbudowy parków przemysłowych, parków technologicznych, inkubatorów technologicznych, Centrum doskonałości, centrów transferu technologii, ośrodków innowacji, laboratoriów badawczych.

Oprócz tego wsparcie obejmuje projekty dotyczące przygotowania terenów pod inwestycje produkcyjne oraz sferę nowoczesnych usług. Przedsięwzięcia te mają zasięg ponadregionalny, mający na celu budowanie stałych platform współpracy (gospodarczej, naukowej, administracyjnej etc.) w oparciu o wykorzystanie najlepszych praktyk (best practices). Prowadzone są również działania, zmierzające do poprawy dostępu przedsiębiorstw (szczególnie sektora przedsiębiorstw małych i średnich) do zewnętrznych form finansowania – te działania polegają na wzmacnianiu systemu funduszy pożyczkowych i poręczeniowych. Dodatkowo w ramach osi realizowany jest projekt promocji gospodarczej Polski Wschodniej. Zintegrowana promocja województw wschodnich ma na celu przedstawienie Polski Wschodniej jako miejsca atrakcyjnego pod względem gospodarczym i inwestycyjnym na szczeblu ponadregionalnym, a także międzynarodowym.
Oś priorytetowa II: Infrastruktura społeczeństwa informacyjnego
Oś priorytetowa II to wsparcie budowy infrastruktury teleinformatycznej na terenie 5 województw Polski Wschodniej, zagrożonych wykluczeniem cyfrowym. Powstała ponadregionalna sieć umożliwi podmiotom komercyjnym budowę własnych sieci lokalnych na terenach dotychczas dla nich nieatrakcyjnych inwestycyjnie. Zapewni to mieszkańcom, podmiotom publicznym oraz gospodarczym z Polski Wschodniej możliwość korzystania z usług teleinformatycznych oraz z multimedialnych zasobów informacji i usług świadczonych elektronicznie. Co więcej, umożliwi efektywną wymianę danych pomiędzy samorządami, urzędami administracji państwowej, placówkami edukacyjnymi, szpitalami i innymi instytucjami publicznymi oraz między podmiotami gospodarczymi. Da także szansę mieszkańcom Polski Wschodniej na rozwijanie zainteresowań, zdobywanie i pogłębianie wiedzy, w tym zawodowej (kształcenie na odległość), a w dalszej perspektywie znalezienie pracy lub telepracy. Budowa szerokopasmowej sieci dostępu do Internetu znacząco zmniejszy dystans między miastem i wsią w województwach Polski Wschodniej przez zapewnienie zarówno poprawy jakości życia mieszkańców, jak i zapewnienie potencjalnie każdemu gospodarstwu domowemu dostępu do nieograniczonego zasobu usług i informacji. Działanie jest realizowane w ramach pięciu projektów „Sieć szerokopasmowa Polski Wschodniej”.
Oś priorytetowa III: Wojewódzkie ośrodki wzrostu
Kluczową rolę w kształtowaniu konkurencyjności regionów i – w perspektywie – kraju odgrywają obszary metropolitalne, które są głównymi ośrodkami dynamiki gospodarczej, technologicznej i kulturalnej. Charakteryzują się dużym zasięgiem oddziaływania, a rozwój metropolii ma znaczący wpływ na rozwój nie tylko głównego miasta, ale również innych miast czy gmin w promieniu nawet do 100 km. Wzmocnienie infrastrukturalne miast wojewódzkich Polski Wschodniej (Lublin, Białystok, Rzeszów, Olsztyn i Kielce) jest warunkiem wzrostu gospodarczego całych regionów, a tym samym poprawy warunków życia w Polsce Wschodniej. W ramach osi priorytetowej III środki są przeznaczane na realizację wybranych inwestycji infrastrukturalnych w zakresie systemów miejskiego transportu zbiorowego oraz infrastruktury turystyki kongresowej i targowej. Celem działań w III osi priorytetowej jest stymulowanie wzrostu ekonomicznego regionów oraz ich atrakcyjności dla inwestorów, turystów biznesowych, jak również mieszkańców.
Oś priorytetowa IV: Infrastruktura transportowa
Założeniem osi priorytetowej IV jest przezwyciężanie cech peryferyjności komunikacyjnej województw Polski Wschodniej. W ramach osi wspierane są projekty z zakresu:
- budowy bądź modernizacji odcinków dróg wojewódzkich Polski Wschodniej, które usprawnią połączenia komunikacyjne pomiędzy województwami, ośrodkami miejskimi oraz poprawią dostęp do terenów inwestycyjnych, atrakcji turystycznych, przejść granicznych, a także do sieci dróg krajowych lub międzynarodowych i innych miejsc ważnych dla rozwoju gospodarczego regionów.

Wsparciem jest objęta również budowa i modernizacja obwodnic (także w ciągach dróg krajowych), mostów, tuneli, wiaduktów, estakad oraz węzłów i skrzyżowań w ciągach tych dróg.
Oś priorytetowa V: Zrównoważony rozwój potencjału turystycznego opartego o warunki naturalne
Województwa Polski Wschodniej dysponują znaczącymi w skali europejskiej walorami turystyczno-przyrodniczymi, zarówno naturalnymi, jak lasy, jeziora, góry, czyste środowisko naturalne, jak i antropogenicznymi, tj. zabytki architektury (zamki, pałace) i kultury, stanowiska archeologiczne i miejsca historyczne. Mocną stroną Polski Wschodniej jest duża bioróżnorodność, bogactwo kulturowe i różnorodność narodowościowa. Wszystko to stanowi ogromny potencjał dla rozwoju sektora turystycznego w Polsce Wschodniej. W ramach niniejszej osi priorytetowej realizowane są dwa duże projekty. „Promocję zrównoważonego rozwoju turystyki” realizuje Polska Organizacja Turystyczna, a „Trasy rowerowe w Polsce Wschodniej” są realizowane przez pięć województw regionu.
Oś priorytetowa VI: Pomoc techniczna
Obejmuje ona wspieranie działań i procesów z zakresu zarządzania, wdrażania, monitorowania, oceny i kontroli Programu Rozwój Polski Wschodniej. Wsparcie uzyskują również projekty dotyczące upowszechniania informacji na temat możliwości korzystania ze środków programu oraz efektów jego realizacji. Pomocą w ramach osi priorytetowej VI zostaną objęte wszystkie instytucje zaangażowane w proces wdrażania Programu Rozwój Polski Wschodniej.
Pomoc Techniczna służy w szczególności:
- realizacji obowiązków Instytucji Zarządzającej, do których należy promowanie funduszy i informowanie o zakresie pomocy udzielanej z funduszy strukturalnych w ramach Programu Rozwój Polski Wschodniej,
- zapewnieniu technicznego i finansowego wsparcia procesów zarządzania, wdrażania, monitorowania oraz kontroli programu, mających na celu jego sprawną realizację oraz efektywne wykorzystanie dostępnych środków,
- zapewnieniu właściwego procesu ewaluacji, monitoringu oraz audytu projektów realizowanych w ramach programu,
- zapewnieniu zasobów ludzkich niezbędnych do sprawnego i efektywnego wdrażania Programu Rozwój Polski Wschodniej, posiadających odpowiednie kompetencje do realizacji wyznaczonych zadań.

## Finansowanie i podział środków
Środki (2,8 mld euro), którymi program Rozwój Polski Wschodniej dofinansowuje projekty, pochodzą z Europejskiego Funduszu Rozwoju Regionalnego (EFRR) oraz publicznych środków krajowych. Z EFRR przeznaczono 2,3 mld euro dla Polski Wschodniej – pięciu regionów Unii Europejskiej o najniższym PKB na mieszkańca. Z publicznych środków krajowych pochodzi 421 mln euro. Pieniądze rozdysponowano proporcjonalnie w układzie poszczególnych osi priorytetowych programu.
- Oś priorytetowa I. Nowoczesna gospodarka – 35,39% środków,
- Oś priorytetowa II. Infrastruktura społeczeństwa informacyjnego – 12,36% środków,
- Oś priorytetowa III. Wojewódzkie ośrodki wzrostu – 17,75% środków,
- Oś priorytetowa IV. Infrastruktura transportowa – 29,19% środków,
- Oś priorytetowa V. Zrównoważony rozwój potencjału turystycznego opartego o warunki naturalne – 2,87% środków,
- Oś priorytetowa VI. Pomoc techniczna – 2,44% całości środków.

## System wyboru projektów
Projekty Indywidualne
Projekty indywidualne to te, które zostały zidentyfikowane na etapie przygotowania Programu jako kluczowe. Środki na ich realizację zarezerwowano już na etapie tworzenia Programu Rozwój Polski Wschodniej. Umieszczenie projektu na liście projektów indywidualnych jest wstępną deklaracją jego realizacji. Projekty, które zostały uwzględnione na tej liście, nie podlegają procedurze konkursowej. Ich realizacja jest jednak uzależniona od wyników negocjacji programu z Komisją Europejską, spełnienia przez projekty wymogów formalnych i merytorycznych oraz ich akceptacji.
Na liście projektów indywidualnych PO RPW znalazły się również projekty o charakterze ponadregionalnym, takie jak:
- Projekt „Sieć szerokopasmowa Polski Wschodniej”[9],
- Projekt „Promocja gospodarcza Polski Wschodniej”[10],
- Projekt „Promocja turystyczna Polski Wschodniej”[11],
- Projekt „Trasy rowerowe Polski Wschodniej”[12].

Projekty Konkursowe
W trakcie wdrażania Programu można uzyskać z niego dofinansowanie w trybie konkursowym. Instytucją odpowiedzialną za przeprowadzenie postępowania konkursowego jest Instytucja Pośrednicząca Programu Rozwój Polski Wschodniej, czyli Polska Agencja Rozwoju Przedsiębiorczości. Przygotowuje ona dokumentację konkursową, ogłasza konkurs, informuje potencjalnych beneficjentów o zasadach, powołuje komisje oceniające projekty i rekomenduje projekty do dofinansowania.

## Projekty w programie
Katalog wraz z opisami projektów można znaleźć na stronie PolskaWschodnia.gov.pl. Obecnie, w październiku 2011 r., realizowanych jest ponad 120 projektów.

## Instytucje odpowiedzialne za Program Rozwój Polski Wschodniej
Do realizacji programu wyodrębniono podmioty, których zadaniem są koordynacja i monitoring, zarządzanie oraz wdrażanie poszczególnych zadań.
- Instytucją Zarządzającą (IZ) dla programu jest minister rozwoju regionalnego. Obowiązki IZ pełni jednostka organizacyjna w ramach Ministerstwa Rozwoju Regionalnego. Obecnie tę funkcję pełni Departament Programów Ponadregionalnych.
- Instytucją Pośredniczącą (IP) dla programu jest Polska Agencja Rozwoju Przedsiębiorczości (PARP). Obowiązki IP w ramach PARP pełnią: Departament Infrastruktury Nowoczesnej Gospodarki (Osie priorytetowe: I, II), Departament Projektów Infrastrukturalnych (Osie priorytetowe: III, IV i V).

Ponadto w realizację programu zaangażowane są inne podmioty:
- Instytucja Certyfikująca – Departament Instytucji Certyfikującej MRR.
- Instytucja Audytowa – Generalny Inspektor Kontroli Skarbowej, którego funkcję pełni sekretarz lub podsekretarz stanu w Ministerstwie Finansów.
- Komitet Monitorujący – przedstawiciele administracji rządowej i samorządowej, partnerzy społeczno-gospodarczy, przedstawiciele Komisji Europejskiej z głosem doradczym oraz przedstawiciele innych instytucji, grup społecznych i zawodowych.